# Gorno-Badaquexão

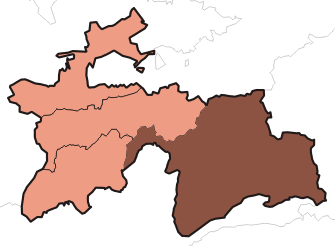
Gorno-Badakhshan

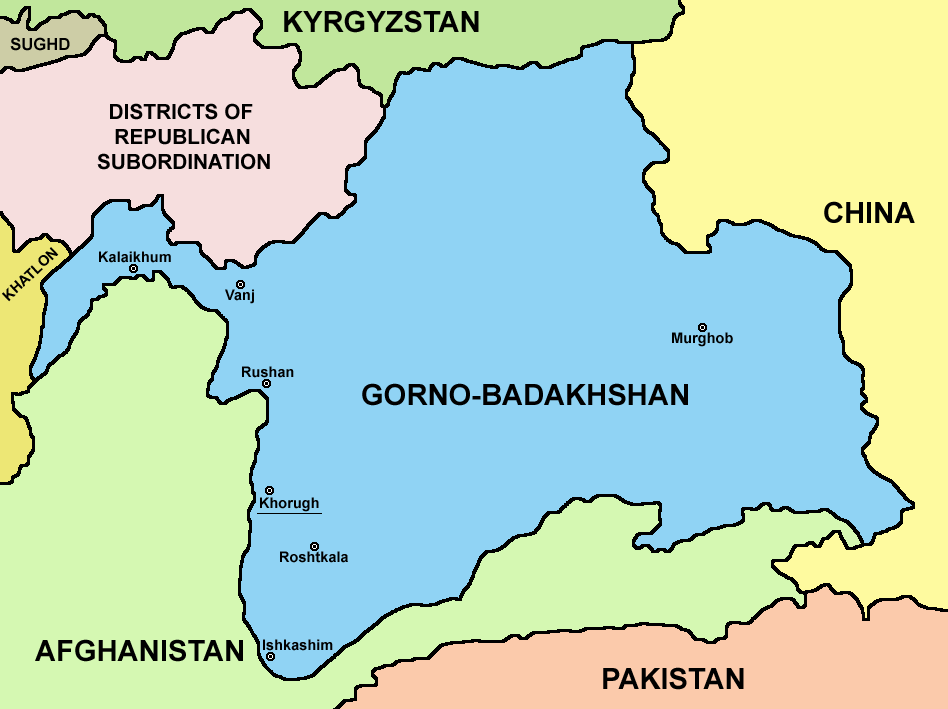

Gorno-Badaquexão, Gorno-Badaquistão ou Gorno-Badajistão (em dari e persa: بدخشان; em tajique: Бадахшон, Badakhshan) é uma das quatro províncias (vilaietes) que dividem o Tajiquistão. Situa-se no sudeste do país. É uma província autónoma formada maioritariamente por cadeias montanhosas (cordilheira Pamir), constituindo 40% do território nacional.

## Dados
- Capital: Khorugh
- População: 206 000 hab. (2000)
- Área: 63 700 km²